# Eucharistische Kruistocht

Een van de vele variaties van het logo.

De Eucharistische Kruistocht (EK) is een Rooms-Katholieke jeugdbeweging. De EK werd in Vlaanderen gesticht in 1920 door de norbertijnen van Averbode (voornamelijk pater Basiel Vanmaele) naar het voorbeeld van soortgelijke bewegingen in Frankrijk en Engeland, met de bedoeling de communiedecreten van Paus Pius X van 1910 meer ingang te doen vinden, vooral bij de kinderen. Een belangrijk moment in de groei van de beweging was het contact met de Zalige Edward Poppe (1890-1924), die in 1922 voor een diepgaande bezieling zorgde.
De leden beloofden minstens eenmaal in de week ter Communie te gaan en verbonden zich ertoe te bidden en uit zelfverloochening een offer te brengen voor een bijzondere intentie, die tijdens de catechese of in de vergadering werd aanbevolen. Als hulpmiddel hierbij was er het weekbriefje. Hun vurig optreden voor het geloof noemden ze kruistocht. De bewegingen uit die tijd gebruikten immers graag de woorden ‘strijd’ en ‘kamp’. Ze speldden fier hun opvallend kenteken op met een wit kruis en een kelk. Hun strijdlied luidde: ‘In dichte drommen staat, o Heer, uw kruisleger bereid.’.
Het weekblad Zonneland, waarvan een proefnummer voor het eerst verscheen in 1919, kaderde in de E.K.-beweging en had als ondertitel Tijdschrift van den Eucharistischen Kruistocht. Na de Tweede Wereldoorlog richtte de Eucharistische Kruistocht zich ook naar de volwassenen en de gezinnen. In 1964 werd de naam veranderd in Eucharistische Kernwerking. De beweging verdween geheel in het begin van de jaren 1970. De laatste groepen die nog bestonden, sloten zich aan bij de M.E.J. (Mouvement Eucharistique des Jeunes - Eucharistische Beweging van de Jongeren). Binnen de Priesterbroederschap Sint Pius X werd de draad op het einde van de jaren 1970 weer opgenomen en werden wereldwijd groepen Kruisvaarders opgericht.
Ook in Roermond bestond van 1935 tot 1970 aan het Bisschoppelijk College een actieve E.K.-vereniging, die lange tijd onder leiding stond van Jo Hansen. Nadien werd deze omgevormd tot een culturele sociëteit.

## Priesterbroederschap Sint Pius X
Sinds de jaren 70 van de 20e eeuw is de Eucharistische Kruistocht onderdeel van de Priesterbroederschap Sint Pius X (FSSPX). Binnen de EK zijn enkele elementen van de scouting geïmplementeerd. De jeugdbeweging is toegankelijk voor jeugdigen tot 18 jaar oud. 
Het motto van de Nederlandstalige EK luidt: “Bid, Communiceer, Offer je op, Wees apostel!”.
De EK in Nederland heeft tevens een eigen tijdschrift; “De Kruisvaarder”. “De Kruisvaarder” is samengevoegd met het maandelijks te verschijnen “Informatieblad Priesterbroederschap Sint Pius X”.

### Uniform en rangen
De EK-leden dragen een blauw uniform met rood-blauwe scoutingdas en een rode baret. Een blauwe baret wordt gedragen door de jongste leden. De leiding van de EK is, naar de rang van de leider/leidster, te herkennen aan één of meerdere sterren op de baret. Binnen de EK worden de volgende rangen gehanteerd:
Aalmoezenier en Leiding
- Aalmoezenier - een lauwerkrans met daarin een kruis-insigne op de baret
- Hoofdleiding - 3 sterren op de baret
- Adjudant-hoofdleiding - 2 sterren op de baret
- Leiding - 1 ster op de baret

Leden
- Kruisridder (15-18 jaar) - dasspeld met het Lam Gods met tekst: "Ego sum panis vitae"
- Kruistochter (8-9 jaar) - gekleurde dasspeld met tekst: "Ecce panis angelorum"
- Schildknaap (6 jaar) - zilveren dasspeld
- EK`er  - geen scoutingdas